# Louresse-Rochemenier
Louresse-Rochemenier is een gemeente in het Franse departement Maine-et-Loire (regio Pays de la Loire). De plaats maakt deel uit van het arrondissement Saumur. Louresse-Rochemenier telde op 1 januari 2022 895 inwoners.

## Geografie
De oppervlakte van Louresse-Rochemenier bedroeg op 1 januari 2022 25,82 vierkante kilometer; de bevolkingsdichtheid was toen 34,7 inwoners per km².

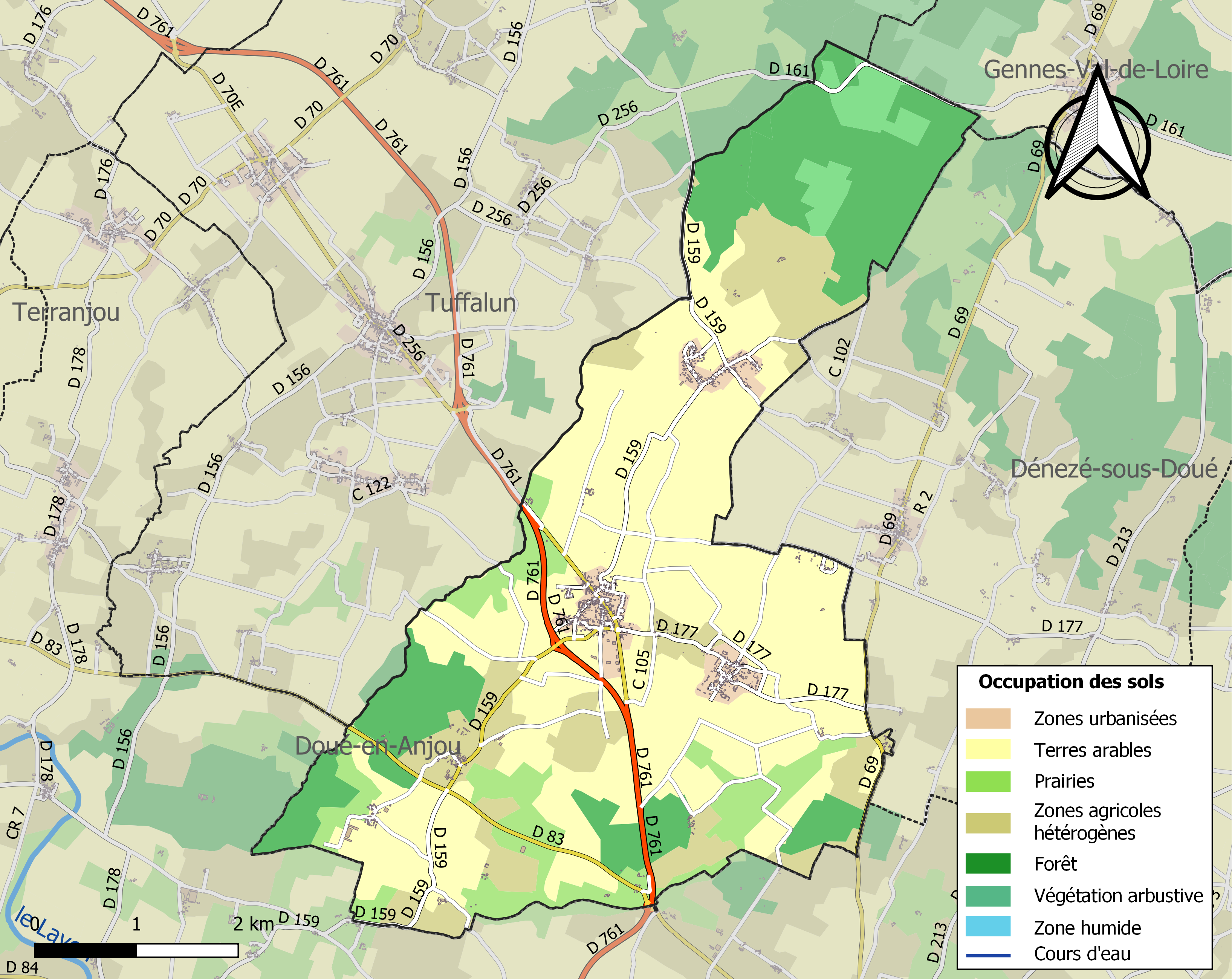
Kaart van de gemeente met de belangrijkste infrastructuur, bodemgebruik en omliggende gemeenten

## Demografie
Onderstaande figuur toont het verloop van het inwonertal (bron: INSEE-tellingen).